# Verdabbio
Verdabbio é uma comuna da Suíça, no Cantão Grisões, com cerca de 160 habitantes. Estende-se por uma área de 13,11 km², de densidade populacional de 12 hab/km². Confina com as seguintes comunas: Cama, Castaneda, Cauco, Gordona (IT-SO), Grono, Leggia, Lostallo, Santa Maria in Calanca.
A língua oficial nesta comuna é o Italiano.